# Shaft (telessérie)
Shaft é uma série de televisão exibida juntamente com Hawkins durante a temporada televisiva de 1973-74 no The New CBS Tuesday Night Movies. A série estava baseada na trilogia de filmes iniciada por Shaft (lançado em 1971), e era estrelada por Richard Roundtree como o detetive particular John Shaft.

## Episódios
| Ordem | Título                  | Exibição original       |
| ----- | ----------------------- | ----------------------- |
| 1     | "The Enforcers"         | 9 de outubro de 1973    |
| 2     | "The Killing"           | 30 de outubro de 1973   |
| 3     | "Hit-Run"               | 20 de novembro de 1973  |
| 4     | "The Kidnapping"        | 11 de dezembro de 1973  |
| 5     | "Cop Killer"            | 1 de janeiro de 1974    |
| 6     | "The Capricorn Murders" | 29 de janeiro de 1974   |
| 7     | "The Murder Machine"    | 19 de fevereiro de 1974 |